# Sant Joan Baptista de Puigbalador
Sant Joan Baptista de Puigbalador és l'església parroquial del poble de Puigbalador, cap del terme comunal del mateix nom, a la comarca del Capcir, de la Catalunya del Nord.
Està situada a l'extrem nord-oest del poble de Puigbalador, entre el final dels carrers del Pati i del Castell, molt lleugerament separada del nucli de població.

## Història
En un principi era sufragània de Sant Martí de Riutort, però el 1357 assolia la independència parroquial (i avui dia passa a l'inrevés).

## Descripció

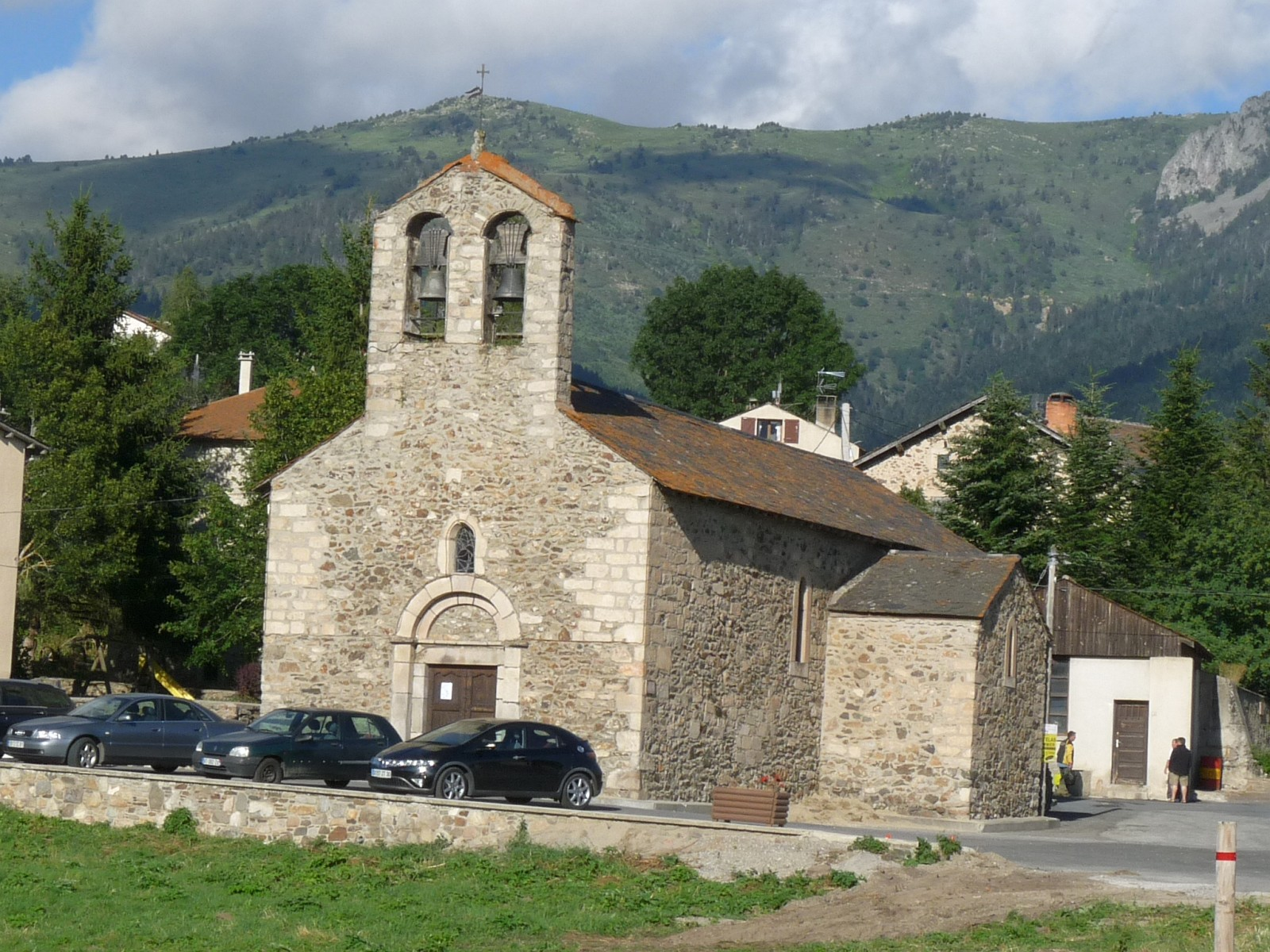
Façana de l'església

L'església de Sant Joan Baptista és un edifici de tradició romànica, tot i que posterior a l'època d'aquest estil, d'una sola nau, amb campanar de paret i la porta al frontis de ponent. Té capelles laterals, una a cada banda de la nau.